# ODiN Aurora
ODiN Aurora — проєкційна комп'ютерна миша від компанії Serafim, яка спеціалізується в оптоелектроніці. Компанія протягом 2014 року, вела роботу над "першою в світі проєкційної миші". Зараз компанія запустила свій проєкт на Kickstarter, щоб зібрати потрібну суму для запуску проєкту в масове виробництво. Для цього їм потрібно мати 50 000 $. На 03.04.2015, компанії вдалось зібрати 68,014 $

### Дизайн
Для створення дизайну та назви, за основу була взята Скиндинавська міфологія.
Дизайн миші нагадує Одіна, а також голову Трансформера. Світло-проєктор світить червоним кольором і випромінюється з його очей. У проєкційному зображенні використовується символ із Рун.
Всього буде доступно три кольори: чорний (Black), срібний (Silver), зелений (Green). 

### Будова і принцип роботи
Миша складається з лазерного проєктора, який проєктує світло червоного кольору на якусь рівну поверхню. Має два інфрачервоні давачі-сенсори детектори руху. Живлення надходить через USB.

### Вага, габаритні розміри, сумісність
Розмір миші - 5х4 см, вага - 40 гр. Площа робочої поверхні (Тач-Паду) - 8х8 см, і підтримує 8 різноманітних жестів. 
Пристрій сумісний з ОС Windows XP і більш пізнішими версіями, та Mac OS.

### Продажі
Дата виходу: червень 2015. Продаватися цей пристрій буде за ціною 49 $.